# Gustav Struve
Gustav Struve, noto anche come Gustav von Struve sino alla rinuncia del suo titolo (Monaco di Baviera, 11 ottobre 1805 – Vienna, 21 agosto 1870), è stato un rivoluzionario, politico, scrittore, avvocato e pubblicista tedesco.
Impegnato al fianco dei rivoluzionari del 1848-1849 nel Baden, in Germania, trascorse anche un decennio negli Stati Uniti dove fu riformatore.

## Biografia

### I primi anni
Struve nacque a Monaco di Baviera, figlio del diplomatico russo Johann Christoph Gustav von Struve, membro di una famiglia della piccola nobiltà. Il nonno Gustav, da cui aveva preso il nome, aveva prestato servizio nello staff dell'ambasciata russa a Varsavia, a Monaco ed a Le Hague e poi era divenuto ambasciatore russo alla corte badense di Karlsruhe. Il giovane Gustav Struve studiò a Monaco e poi passò alle università di Gottinga e Heidelberg per studiare legge. Per un breve periodo (dal 1829 al 1831) venne impiegato nel servizio civile di Oldenburg, per poi recarsi nel Baden nel 1833 e nel 1836 a Mannheim dove esercitò la professione di avvocato.
A Baden, Struve entrò anche in politica al fianco dei liberali, con una direzione di vedute più orientata alla democrazia radicale o persino al primo socialismo. Divenne editore del Mannheimer Journal attraverso il quale fece conoscere le sue idee e per questo venne ripetutamente incarcerato. Nel 1846 venne costretto a ritirarsi dalla sua attività di pubblicista. Nel 1845, Struve sposò Amalie Düsar il 16 novembre e nel 1847 rinunciò al titolo nobiliare della sua famiglia.
Si dedicò anche alla frenologia e pubblicò un libro sul tema.

### Il periodo pre-rivoluzionario
Durante il Vormärz, gli anni compresi tra il Congresso di Vienna e le rivoluzioni del 1848-1849, Struve si oppose apertamente alla politica di Metternich, giudicata conservatrice e reazionaria e contraria alle aspirazioni autonomiste della Germania dell'epoca.

### L'inizio della rivoluzione
Assieme a Friedrich Hecker, che aveva incontrato a Mannheim, Struve ebbe un ruolo sempre più predominante tra i rivoluzionari di Baden, partecipando all'insurrezione di Hecker con la moglie Amalie. Sia Hecker che Struve si definivano democratici radicali, anti-monarchici e rivoluzionari. Il loro gruppo a Baden divenne particolarmente numeroso, legandosi anche ad altre società politiche dell'area.
Quando infine scoppiò la rivoluzione, Struve pubblicò la richiesta dell'istituzione di una repubblica federale in Germania, ma il "pre-parlamento" (Vorparlament, antenato di quello che divenne poi il parlamento di Francoforte) gliela rifiutò.

### Il sogno di una Germania federale
Struve era intenzionato a diffondere i suoi ideali radicali per una Germania federale in tutto il paese, a partire dalla parte sudoccidentale, accompagnato da Hecker e da altri capi rivoluzionari. Questi organizzarono una riunione di rivoluzionari a Costanza il 14 aprile 1848. Da qui, la Heckerzug (colonna di Hecker) si unì ad un altro gruppo rivoluzionario guidato dal poeta Georg Herwegh e marciò su Karlsruhe. Altre persone si aggiunsero lungo il percorso ma il gruppo venne respinto presso la Foresta Nera da truppe provenienti da Francoforte sul Meno.
Hecker e Struve fuggirono in Svizzera, dove Struve continuò i piani per la sua lotta. Pubblicò Die Grundrechte des deutschen Volkes ("I diritti basilari del popolo tedesco") e stese un "Piano per la Rivoluzione e la Repubblicanizzazione della Germania" assieme al giornalista Karl Peter Heinzen. Il 21 settembre 1848 fece un nuovo tentativo di scatenare una sommossa in Germania, a Lörrach, ma  fallì e Struve venne catturato ed imprigionato.

### La rivolta di maggio a Baden
Struve venne liberato nel corso della rivolta di maggio a Baden nel 1849. Il granduca Leopoldo di Baden abbandonò la corte il 1º giugno 1849 e Struve aiutò il governo provvisorio ed in particolare il politico liberale Lorenz Brentano nell'organizzazione di un parlamento democratico. Il principe Guglielmo di Prussia, poi Guglielmo I di Germania, si pose al di fuori della città di Baden con le sue truppe per contrastare i rivoluzionari. Terrorizzato dalla prospettiva di una guerra, Brentano esitò e Struve ed i suoi seguaci lo estromisero dal governo. I rivoluzionari presero le armi e, guidati da Ludwik Mieroslawski, tentarono di fronteggiare le truppe prussiane che ovviamente li superavano per numero e per qualità di armamenti. Il 23 luglio i rivoluzionari vennero sconfitti dopo un combattimento a Rastatt e la rivoluzione terminò di conseguenza.

### Vita post-rivoluzionaria
Gustav Struve, assieme ad altri rivoluzionari, riuscì a sfuggire alla condanna a morte portandosi in esilo, dapprima in Svizzera e poi dal 1851 negli Stati Uniti.
Negli Stati Uniti, Struve visse per qualche tempo a Philadelphia. Fu editore del Der Deutsche Zuschauer ("L'osservatore tedesco") a New York City, ma le sue pubblicazioni furono discontinue a causa della mancanza di fondi a sostegno del suo giornale. Scrisse diversi racconti e un'opera teatrale drammatica in tedesco; dal 1852, con l'aiuto della moglie, compose una storia universale del repubblicanesimo radicale che venne poi pubblicata nel 1860 col titolo di Weltgeschichte (Storia del mondo), la sua più importante opera letteraria. Dal 1858 al 1859, fu editore del Die Sociale Republik.
Promosse inoltre la costituzione di scuole germanofone a New York City. Nel 1856, supportò John Frémont nelle elezioni presidenziali. Nel 1860 fu tra i sostenitori di Abraham Lincoln.
All'inizio degli anni '60 dell'Ottocento, Struve aderì alla guerra civile americana nelle file dell'Union Army col grado di capitano sotto la guida del generale Louis Blenker, suo connazionale, e diversi altri emigrati tedeschi. In polemica col successore del suo comandante, il principe prussiano Felice di Salm-Salm, si ritirò poco dopo dal servizio attivo. Struve fu un convinto abolizionista e si oppose all'idea di creare una colonia di schiavi liberati in Liberia dal momento che riteneva che questo avrebbe ostacolato l'abolizione della schiavitù negli Stati Uniti.

### Il ritorno in Germania
Struve non sentì mai il bisogno di ottenere la cittadinanza statunitense, dal momento che il suo obbiettivo primario era di ostacolare il dispotismo in Europa, quello stesso sentimento che lo aveva costretto all'esilio in America. Nel 1863, venne proclamata un'amnistia generale per tutti coloro che avevano partecipato alle rivoluzioni del 1848-1849, e Struve tornò in Germania. Sua moglie era morta a Staten Island nel 1862. Una volta tornato in Germania, si risposò con una signora von Centener. Lincoln lo nominò console statunitense a Sonneberg nel 1865, ma gli stati generali della Turingia si rifiutarono di dare il loro assenso alla nomina di una personalità dal pensiero così radicale. Il 21 agosto 1870 morì a Vienna dove si era stabilito dal 1869.

## Vegetarianesimo
Struve fu una delle prime figure chiave del movimento vegetariano in Germania. Divenne vegetariano nel 1832 sulla base dell'influenza che ebbe su di lui l'Emilio di Rousseau.
Struve fu autore del primo racconto a tema vegetariano, Mandaras Wanderungen, nel 1833. Fondò la Vegetarische Gesellschaft Stuttgart (Società Vegetariana di Stoccarda) nel 1868. Scrisse un libro d'ispirazione vegetariana dal titolo Pflanzenkost nel 1869. La storica Corinna Treitel ha notato come spesso Struve abbia collegato il "vegetarianesimo con lo spirito di governo repubblicano" nei suoi scritti.

## Opere
- Politische Briefe (Mannheim, 1846)
- Das öffentliche Recht des deutschen Bundes (2 volumi, 1846)
- Grundzüge der Staatswissenschaft (4 volumi, Frankfort, 1847–48)
- Geschichte der drei Volkserhebungen in Baden (Berna, 1849)
- Weltgeschichte (6 volumi, New York, 1856–59)
- Das Revolutionszeitalter (New York, 1859–60)
- Diesseits und jenseits des Oceans (Coburgo, 1864-'5)
- Kurzgefasster Wegweiser für Auswanderer (Bamberga, 1867)
- Pflanzenkost die Grundlage einer neuen Weltanschauung (Stoccarda, 1869)
- Das Seelenleben, oder die Naturgeschichte des Menschen (Berlino, 1869)
- Eines Fürsten Jugendliebe, dramma (Vienna, 1870)

Sa moglie Amalie pubblicò:
- Erinnerungen aus den badischen Freiheitskämpfen (Amburgo, 1850)
- Historische Zeitbilder (3 volumi, Brema, 1850)